# Sphenomorphus tersus
Espèce
Synonymes
- Lygosoma tersum Smith, 1916

Sphenomorphus tersus est une espèce de sauriens de la famille des Scincidae.

## Répartition
Cette espèce se rencontre :
- en Malaisie péninsulaire dans l’État de Selangor ;
- dans le sud de la Thaïlande.

## Publication originale
- Smith, 1916 : Description of three new lizards and a new snake from Siam. Journal of the Natural History Society of Siam, vol. 2, no 1, p. 44-47 (texte intégral).